# XL Bermuda Open 1997
L'XL Bermuda Open 1997 è stato un torneo di tennis facente parte della categoria ATP Challenger Series nell'ambito dell'ATP Challenger Series 1997. Il torneo si è giocato a Paget in Bermuda dal 7 13 al aprile 1997 su campi in terra verde.

## Vincitori

### Singolare
Johan Van Herck ha battuto in finale  Sargis Sargsian con il punteggio di 6–1, 4–6, 6–0

### Doppio
Javier Frana /  Mark Knowles hanno battuto in finale  Lucas Arnold Ker /  Daniel Orsanic con il punteggio di 6–3, 6–7, 6–3